# 弗拉基米尔·苏霍姆利诺夫

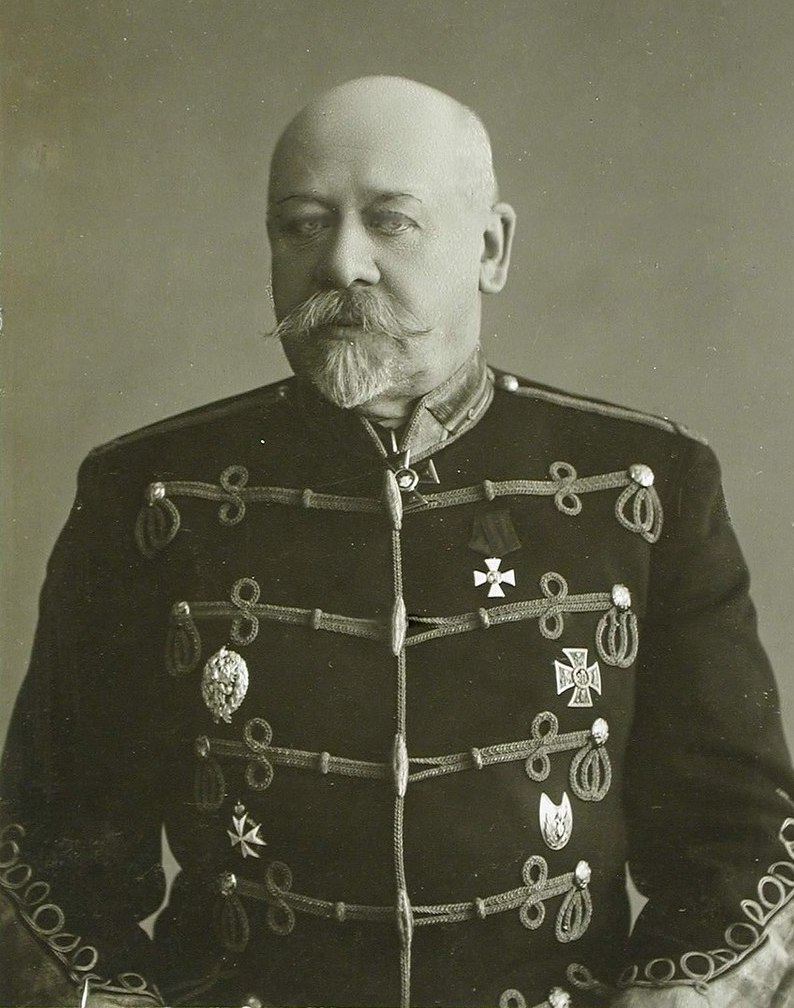
弗拉基米尔·苏霍姆利诺夫

弗拉基米尔·亚历山德罗维奇·苏霍姆利诺夫（俄语：Russian: Владимир Александрович Сухомлинов，1848年8月16日—1926年2月2日）俄罗斯帝国将军，1908年至1909年任总参谋长，1909年至1915年任战争部长。苏霍姆利诺夫因未能向俄罗斯帝国军队提供第一次世界大战所需的武器和弹药并被指控对俄罗斯在东线初期的失败负有责任而被罢免战争部长一职。苏霍姆利诺夫因叛国罪、腐败罪和滥用权力罪被审判，这一备受瞩目的案件损害了俄罗斯帝国政府本就脆弱的声誉。一些历史学家认为，苏霍姆利诺夫丑闻对罗曼诺夫王朝造成的伤害可能比与拉斯普京有关的丑闻更大。